# 沖縄社会大衆党
沖縄社会大衆党（おきなわしゃかいたいしゅうとう、英: Okinawa Social Mass Party）は、日本の政党（政治団体）。略称は社大党（しゃだいとう）。
沖縄県の地域政党であるが、かつては参議院に1議席持ち、県内の国政選挙にも一定の影響力を持つ。

## 概要
社大党は1950年10月31日、沖縄群島知事の平良辰雄と兼次佐一らによって結成された。当初は比嘉秀平（後の行政主席）や西銘順治（後の沖縄県知事）などの保守系政治家も在籍しており、幅広い階層からの支持を受けていた。その後、比嘉秀平や西銘順治が相次いで離党（比嘉らは琉球民主党を結成した。のち同党は自由民主党に合流）したことで革新色を強めていき、沖縄人民党（後の日本共産党沖縄県委員会）とともに沖縄県祖国復帰協議会に加盟して沖縄本土復帰運動の中心に立っていった。しかし人民党との共闘については党内でも批判があり、度々路線対立が起きた。
1970年の国政参加選挙で、衆議院に安里積千代が当選し、国会に議席を得た。1972年の本土復帰を前に、日本社会党への合流が提案された（このとき、沖縄人民党は1973年に日本共産党に合流した）。当時の安里積千代委員長は党解散の上、各人それぞれが移籍先を選ぶべきだと主張した。安里は復帰後の1972年の総選挙に出馬し、当選すると民社党に移籍した。しかし結局、党自体はどちらにも合流せず沖縄地域政党として存続した。
県政においては、平良良松、親泊康晴（いずれも那覇市長を務めた）など、現役党員が首長となるケースが見られる。
綱領自体は「左右の全体主義を排する国民政党」など民社党に近いものだったが、政策・活動は革新色が強くなる。選挙で民社党は自民党と選挙協力が多く、両党は間接的ではあるがしばしば対決することになった。
2020年より参議院議員の高良鉄美が委員長（第13代）を務め、沖縄県議会や那覇市議会に議席を有し、沖縄の革新勢力をまとめる存在として根強い影響力を持っている。

## 歴史
社大党は1950年10月31日に沖縄県で結成された。初代委員長は同年9月の知事選挙で当選した平良辰雄であり、結党宣言で「政治は民衆のためのものであり、民衆のものであるということの自覚と責任」、「ヒューマニズムを基底とした国民政党」、「大衆の力を結集しての新琉球建設」の三点を強調した。社大党は「祖国復帰」を最大の目標に掲げており、1951年に常任委員会で日本復帰署名運動を行うことを決定し、臨時党大会で「日本復帰への願望」を発表。沖縄の日本復帰実現のために以下の要望書を日本政府や合衆国政府、衆参両院の議長、各政党へ提出した。
1968年1月、アメリカ合衆国のジョンソン大統領は沖縄の行政主席の公選を認め、同年11月の立法院議員選挙と同時に主席公選を実施することとなった。社大党は沖縄社会党、沖縄人民党ら三党で役員会議を開き、革新政党の共闘にむけて意見が一致した。彼らは教職員会や県労協などとともに「明るい沖縄をつくる会」、いわゆる「革新共闘会議」を結成し、革新統一候補として沖縄教職員会の会長の屋良朝苗を決定、同年6月に7つからなる統一綱領を発布した。11月10日に投票が行われ、屋良朝苗が保守派の候補者に圧勝した。

### 復帰後
1972年の沖縄返還によって沖縄は日本への復帰を果たした。社大党は、他の沖縄の政党、例えば沖縄人民党が日本共産党に合流したように、中央政党、特に日本社会党に加わるものとみられたが、解党か存続か社会党への移行かで様々な議論が交わされた結果、沖縄の地場政党として活動することとなった。この議論の中で、委員長だった安里積千代は日本復帰と共に解党することを提案し、中央執行委員会は日本への復帰は社大党にとってゴールではなく新たな旅立ちの日であるとして党の存続を決定した。
同年に行われた県議会選挙で社大党は候補者全員が当選して議席を7から12に増やすなど躍進を遂げ、沖縄タイムスは「大衆闘争が低迷する中で、土着政党としての社大党の役割を期待する」と評した。1976年に行われた県議会選挙では得票率を4.7%減らして10議席となり、党勢に下降傾向が見え始めた。1980年の県議会選挙ではさらに得票率を減らして当時の書記長までもが落選した。琉球新報は一面に「社大、重大な危機に」と記し、社大党は存続問題に及ぶ事態に陥った。1980年は社大党の結成30周年に当たり、記念して党は『沖縄社会大衆党党史』を出版した。

### 現在の状況
2020年に社大党は結党70周年を迎えた。第13代委員長である高良鉄美は県政記者クラブにおいて「日本国憲法の精神を堅持し、平和で民主的な真の地方自治の確立により、豊かな沖縄の建設を図ることを目指す」という談話を発表した。

## 最近の動向

### 国政
- 第41回衆議院議員総選挙（1996年） - 沖縄2区から仲本安一（党顧問、共産党[注 2]・新社会党推薦）が立候補。前職の仲村正治（新進党）に善戦しながらも次点で落選した。
- 第19回参議院議員通常選挙（2001年） - 東京都選挙区から新垣重雄（書記長、新社会党・第二院クラブ推薦。のち2018年 - 2022年、党公認石垣市議会議員1期）が無所属で立候補。党にとって初の県外進出となったが大差で落選した。
- 第20回参議院議員通常選挙（2004年） - 島袋が勇退、後継として糸数慶子（共産党・社民党推薦）が立候補して当選した[注 3]。当選後は喜納昌吉を通じて民主党会派入りの打診もあったが、共産党は特定政党の会派に入らないよう要求しており、第二院クラブ等、適当な会派がなかったため、純粋無所属として活動する。
- 第44回衆議院議員総選挙（2005年） - 沖縄1区において無所属の下地幹郎（元自民党、後に政治団体「そうぞう」を経て国民新党に入党）と共産党公認の赤嶺政賢の両候補者を支援し、小選挙区で下地が公明党公認の前職を破ると共に赤嶺が比例で当選した。
- 第21回参議院議員通常選挙（2007年） - 前年の知事選とほぼ同じ枠組み（民主・共産・社民・国民新推薦、そうぞうは自主投票）で無所属統一候補として糸数を擁立、再選。
- 第22回参議院議員通常選挙（2010年） - 山城博治（沖縄平和運動センター事務局長）を社民党と共同推薦したものの、民主党・共産党との選挙協力が行われなかった（民主党は候補者を擁立せず、共産党は別の候補者を擁立）こともあり落選した[24]。
- 第46回衆議院議員総選挙（2012年） - 同選挙では民主党・国民新党候補の支援を行わず、1区は共産党の赤嶺政賢、2区は社民党の照屋寛徳、3区は日本未来の党の玉城デニー、4区は無所属の瑞慶覧長敏をそれぞれ推薦した。照屋は小選挙区で当選し、赤嶺と玉城は比例で当選し、瑞慶覧のみ落選した。
- 第23回参議院議員通常選挙（2013年） - 沖縄県選挙区から現職の糸数（党公認、生活・共産・社民・みどりの風・新社推薦）が立候補[25][26][27][28]した。自民公認の新人候補を破り糸数が3選し、比例は共産党を推薦した[29]。
- 第47回衆議院議員総選挙（2014年） - 民共共闘およびオール沖縄（翁長雄志知事の県政与党）として、1区は共産党の赤嶺、2区は社民党の照屋、3区は生活の党の玉城、4区は無所属の仲里利信をそれぞれ推薦し、全員が小選挙区で当選した。
- 第24回参議院議員通常選挙（2016年） - 引き続きオール沖縄として伊波洋一（元宜野湾市長）を擁立、現職の島尻安伊子（自民公認、公明・維新・そうぞう推薦[30]）らを退け、初当選する[31]。選挙後、糸数と伊波は参議院の院内会派「沖縄の風」を結成した。
- 第48回衆議院議員総選挙（2017年） - オール沖縄体制を継続し、1区赤嶺、2区照屋、3区玉城、4区仲里をそれぞれ推薦した。投開票の結果赤嶺、照屋、玉城は小選挙区で再選したものの仲里は落選し、無所属候補のため比例復活もならなかった。選挙後仲里は政界引退を表明した。
- 第25回参議院議員通常選挙（2019年）- 社大党は糸数に勇退を勧告し、琉球大学法科大学院教授の高良鉄美の擁立を決定した[32]。当初糸数はこの党決定に反発し離党届を提出した[33]。オール沖縄を支持する一部市民グループからも候補者選定の透明化を求める要望書が提出された[34]。同年5月7日、オール沖縄は高良の支持を表明し、糸数も高良の支援に回ることを表明した。投開票の結果自民党公認、公明党・日本維新の会推薦の安里繁信を破り、社大党の議席を継承した[35]。
- 第49回衆議院議員総選挙（2021年）- 党としての独自候補は擁立しなかったが、オール沖縄体制を継続し、日本共産党、立憲民主党、社民党、保守・中道政策集団「にぬふぁぶし」や国政野党を支持する市民団体と共に選挙戦を戦った[36]。
- 第26回参議院議員通常選挙（2022年）- 党として公認候補を出さなかったが、沖縄県選挙区に立候補した無所属現職の伊波洋一を支援[37]、伊波は自民党候補を接戦の末破り再選を果たした。
- 第50回衆議院議員総選挙（2024年） - 党としての独自候補は擁立しなかったが、オール沖縄体制を継続し、1区は共産党の赤嶺、2区は社民党の新垣邦男、3区は立憲民主党の屋良朝博、4区は立憲民主党でオール沖縄代表の金城徹をそれぞれ推薦した。しかし、オール沖縄体制から一線を引いているれいわ新選組が4区で前豊見城市長の山川仁を独自に擁立し、社大党からも県議の瑞慶覧長風と平良識子が金城を支援せず、れいわ新選組から立候補した山川仁を支援する事態が起き、オール沖縄内で分裂が発生。結果は1・2区は小選挙区で当選したが、3区の屋良は比例復活に留まり、4区の金城は落選した（山川は比例復活）。この造反に対し特に立憲民主党を中心にオール沖縄内から社大党に対する批判が噴出し、オール沖縄の結束に亀裂が生じた[38]。
- 第27回参議院議員通常選挙（2025年）- 当初、前回当選した社大党委員長の高良鉄美の擁立を決定していたが、前述の2024年衆院選での社大党県議による造反が尾を引く形でこの問題は社大党内にも波及し、翌2025年2月27日、社大党委員長である高良が責任を取る形で党役職の一時停止を申し出る事態となった[39]。しかし、事態の収拾が見いだせず、立憲民主党などから高良の擁立に難色を示す意見が出されたことで、同年3月17日、高良は次期参院選への立候補を断念するとともに、任期限りで政界から引退する事態に追い込まれている[40]。これによりオール沖縄としての候補者擁立は選挙戦約3か月を前にして振り出しに戻った。

### 県内

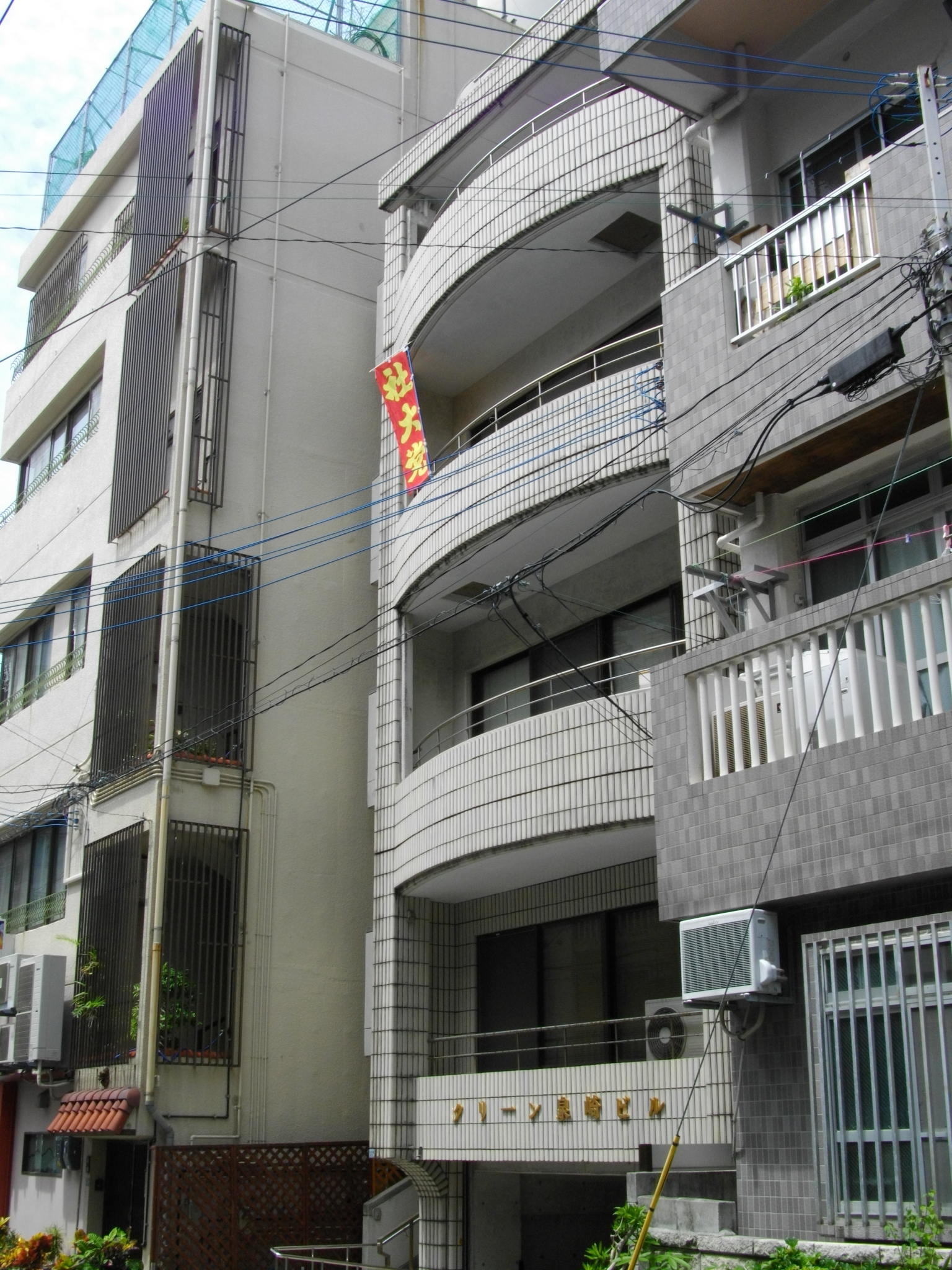
沖縄社会大衆党本部

2006年11月19日の沖縄県知事選挙では糸数が参議院議員を辞職して、無所属で野党統一候補として立候補する。社大・民主・社民・共産・国民新・日本・自連の推薦、そうぞうの支持を受け、自民・公明が推薦した仲井眞弘多と争うが落選し、革新勢力は8年ぶりの県政奪還は成らなかった。
16年ぶりに与野党が逆転して革新勢力が多数派となった2008年6月8日の沖縄県議会議員選挙は、同じ野党勢力の民主党・共産党が躍進した煽りを受け、中頭郡選挙区で喜納委員長（当時）が落選し、議席数が改選前の4から2へ半減した。
2008年11月16日の那覇市長選挙は、ふたたび野党統一候補として、元県議の平良長政を、民主・共産・社民・国民新・社大推薦、そうぞう支持で擁立したが落選している。
2010年11月28日の沖縄県知事選挙は、統一候補として前宜野湾市長の伊波洋一を社民・共産・社大・国民新・新党日本推薦、そうぞう支持で擁立したが落選した。この選挙で民主党は候補者を擁立できなかった。
革新勢力の退潮に加え、党員・党友の高齢化が顕著である。社民党や民主党と競合し、地域政党ゆえ政党助成金を受けることができないなど財政も苦しく、党勢の衰えが指摘されている。2010年8月の党大会では「社大党は消えてなくなったものだと言われている。地域の問題にどう取り組んでいるのか、党の活動が発信されていない」と指摘されるなど、生き残りへの課題も多い。
社大党が他党と共同で擁立・当選した沖縄県内の現職の首長としては、名護市長の稲嶺進などがいる。
2012年沖縄県議会議員選挙は3名を公認し、8名を推薦した。6月10日に投開票の結果、現職2名に加えて前委員長が返り咲いて1議席増の3名となった。2014年9月7日に県下の24市町村で行われた統一地方選挙は、名護市・石垣市で党公認候補が当選した。
2014年沖縄県知事選挙では当時那覇市長の翁長雄志を共産党・社民党・生活の党・県議会会派の「県民ネット」とともに支援。激しい選挙戦の末、オール沖縄が支援する翁長が自民党・次世代の党推薦の現職仲井真弘多や政党そうぞう・維新の党支援の下地幹郎らを破り当選した。翁長は現職の仲井眞に圧倒的な大差をつけての初当選だった。また翁長市長の知事選出馬に伴い同日に行われた那覇市長選挙は、当時副市長だった城間幹子を翁長同様、共産党・社民党・生活の党らとともに支援。自民・公明両党が推薦する前沖縄県副知事の与世田兼稔を大差で破り、初当選。
2016年宜野湾市長選挙では元自民党沖縄県連会長の志村恵の息子で県庁職員の志村恵一郎を、翁長知事や民主党沖縄県連・共産党・社民党・生活の党とともに名護市辺野古への移設計画に反対する統一候補として擁立。宜野湾市は米軍普天間基地が所在し、この選挙での勝ち負けが辺野古移設の行く末を決める一大選挙であった。一時は辺野古移設反対を公約とした志村がリードしていたが、自公推薦の現職・佐喜眞淳市長が巻き返し、投開票の結果志村は落選。
2016年沖縄県議会議員選挙では党公認候補3名が当選し、県政与党最大会派となる「社民・社大・結連合」を結成した。
2020年沖縄県議会議員選挙で委員長の大城一馬が落選し選挙前から1減の2議席にとどまり、大城は政界引退と委員長の辞任を表明した。6月16日、社民党などと会派「沖縄平和ネットワーク」の結成を届け出たが、同名の団体が存在したことから18日「沖縄・平和」に改称した。9月26日に臨時党大会を開き、参議院議員の高良鉄美を委員長に選出した。
2022年8月は、翁長雄治県議（翁長雄志元知事の息子）が那覇市長選に出馬するため辞職したことに伴う県議補選（那覇市・南部離島区）に、党副書記長で那覇市議の上原快佐が立候補を表明。翁長が上原を後継指名した一方、玉城デニー知事は元社大党委員長である糸数慶子の長女の未希を推す分裂選挙となった。9月11日の投開票の結果、上原が糸数未希や自民党新人らを下し当選した。
2023年11月4日、比嘉京子県議の離党届を受理するとともに、比嘉の副委員長職を解任すると決定。比嘉は次期衆院選沖縄県第4区への立候補に意欲を示しており、党側は事前に党への相談が無かったことを解任理由としている。
2024年沖縄県議会議員選挙では公認候補3名全員が当選した。また、上原快佐が無所属で再選を果たしたが党の方針に反する行動を繰り返したとして選挙後の6月29日に行われた中央執行委員会で除籍（除名）処分となった。

## 他党との選挙協力
社大党は、民主党・社民党・共産党・新社会党と各種選挙で協力している。沖縄で限定的ながら、社共共闘が生き残っているのは社大党の力が大きい。しかし、1998年の知事選をきっかけに公明党が革新勢力から離れ、自民党に与してからは苦戦が目立つ。2006年に、自由連合も自民党に与するようになった。いずれも共産排除を望む保守系政治団体のそうぞう及び革新とは縁のない民主党と、復帰運動以来の革新の原則を守るべきという日本共産党との間で原則が定まらず漂流する場面も見られる。さらに、普天間基地移転問題で社民党が与党から離脱して以降、特にそれまでの方針を変更して県内移転を推進している民主党との関係が悪化している。
国政選挙では復帰後に安里積千代が当選したあと衆議院選挙では社会党・公明党・共産党の公認候補を推薦、参議院選挙では社会党・共産党・公明党と一緒に革新統一の公認候補を擁立（その場合マスメディアは「諸派」扱い、党派は「革新共闘会議」としていた）または革新統一の無所属候補として4党相乗りで推薦したが（公明党は支持にとどまるほうが多かった）、1992年の参院選で当時の島袋宗康委員長が党公認（革新統一候補・社会党などと一緒に3党の推薦・支持）で立候補し、現職の自民党系候補を破り当選する。これにより沖縄県の自民党参議院議員は県選出が、1995年から比例代表の県出身者を含め2001年の選挙まで一人もいない状態であった。党として安里積千代以来の国政での議席を獲得し、第二院クラブの会派に入り、その間、社大党は二院クラブの沖縄支部も兼ねた。2001年参院選では東京都選挙区から書記長（当時）の新垣重雄が二院クラブ・新社会党・社大党推薦の無所属で出馬したが、落選している。
那覇市議会で社民党と「社社連合」を統一会派として結成しているが、少数にとどまっている。

反米軍基地闘争の経緯から2014年の総選挙より野党陣営の選挙協力の体制が整っており、社大のほか、社会民主党・日本共産党・立憲民主党沖縄県連・那覇市議会『新風会』・沖縄県議会『おきなわ』（旧称「県民ネット」）などの政党・会派が参加している。沖縄県知事・那覇市長・名護市長ら首長も参加し、2025年6月現在、沖縄県議会において約半数の勢力を確保している

## 政策
- 平和・軍備 - 日本国憲法の前文の理念と9条を尊重する立場。故に日米安保条約の破棄を訴える。
- 基地問題 - 在沖米軍基地の返還と整理・縮小を求め最終的に米軍基地0を目指す。また「日米地位協定」の抜本的な改正を求める。
- 地方自治 - 道州制の推進。沖縄特別自治州の設置を主張
- 生物多様性の維持と保護 - 貴重な沖縄の自然を守るため、世界自然保護基金（WWF）や国際自然保護連合（IUCN）との連携し、世界自然遺産登録を推進する。サンゴの保護と再生やジュゴンの生息圏確保を目指す。
- 交通 - 鉄軌道・LRT（新型路面電車）等、新たな公共交通機関の整備を図る。
- 離島振興 - 自然環境の保護と保全に配慮した上で離島のインフラ整備及び交通運賃の軽減を主張。
- 尖閣諸島問題 - 国政参加選挙で当選した安里は地域政党を代表する国会議員として、尖閣諸島の領有権問題に関して中国側主張の問題部分を外務委員会で取り上げて、「私は、尖閣列島のこの領有権の主張に対しましては、沖繩返還という問題は非常に重要なる関係を持つ。」として、日本側の立場において疑義は無く、中国と台湾政府に対して毅然とした対応を取っているのか、誤りのないように万全を期してもらいたいと質問している[60]。

## 役職

### 歴代委員長一覧
| 代 | 氏名       |  | 就任日         | 備考                                     |
| -- | ---------- |  | -------------- | ---------------------------------------- |
| 1  | 平良辰雄   |  | 1950年10月31日 | 沖縄群島知事、立法院議員                 |
| 2  | 安里積千代 |  | 1955年11月26日 | 立法院議員                               |
| 3  | 平良幸市   |  | 1958年5月3日   | 立法院議員                               |
| 4  | 安里積千代 |  |                | 衆議院議員、民社党に移籍し辞任           |
| 5  | 平良幸市   |  | 1973年1月      | 沖縄県議会議員、沖縄県知事就任に伴い辞任 |
| 6  | 嵩原久男   |  | 1976年8月      | 沖縄県議会議員                           |
| 7  | 仲本安一   |  | 1984年         | 沖縄県議会議員                           |
| 8  | 瑞慶覧長方 |  | 1987年         | 沖縄県議会議員                           |
| 9  | 島袋宗康   |  | 1989年         | 沖縄県議会議員、参議院議員               |
| 10 | 喜納昌春   |  | 2004年         | 沖縄県議会議員                           |
| 11 | 糸数慶子   |  | 2010年8月6日   | 参議院議員                               |
| 12 | 大城一馬   |  | 2016年8月      | 沖縄県議会議員、落選に伴い辞任           |
| 13 | 高良鉄美   |  | 2020年9月26日  | 参議院議員                               |

## 党勢の推移

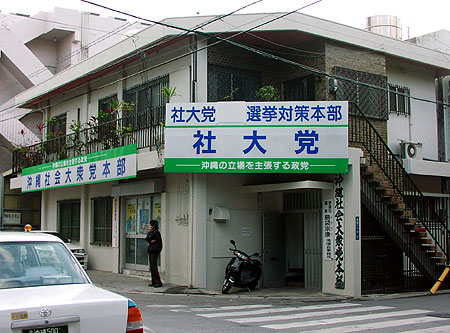
沖縄社会大衆党旧本部（2008年まで）

### 衆議院
| 選挙         | 当選/候補者 | 定数 | 備考                       |
| ------------ | ----------- | ---- | -------------------------- |
| （結党時）   | 0/-         | 467  | 米国占領下のため出馬できず |
| 国政参加選挙 | 1/1         | 5    |                            |
| 第33回総選挙 | 1/1         | 491  | 民社党へ移籍-1             |
| 第40回総選挙 | 0/1         | 500  |                            |

### 参議院
| 選挙           | 当選/候補者 | 非改選 | 定数 | 備考                                    |
| -------------- | ----------- | ------ | ---- | --------------------------------------- |
| （結党時）     | 0/-         | -      | 250  | 米国占領下のため出馬できず              |
| 国政参加選挙   | 0/0         | 0      | 2    | 喜屋武眞榮を支援                        |
| 第16回通常選挙 | 1/1         | 0      | 252  |                                         |
| 第18回通常選挙 | -/0         | 0      | 252  | 無所属として出馬、当選1                 |
| 第19回通常選挙 | -/0         | 0      | 242  | 無所属として出馬、当選0（東京都選挙区） |
| 第20回通常選挙 | -/0         | 0      | 242  | 無所属として出馬、当選1                 |
| 第21回通常選挙 | -/0         | 0      | 242  | 無所属として出馬、当選1                 |
| 第23回通常選挙 | 1/1         | 0      | 242  |                                         |
| 第25回通常選挙 | -/0         | 0      | 245  | 無所属として出馬、当選1                 |

### 立法院議員選挙
| 選挙      | 年月日         | 議席数 |
| --------- | -------------- | ------ |
| 第1回選挙 | 1952年3月2日   | 15     |
| 第2回選挙 | 1954年3月14日  | 12     |
| 第3回選挙 | 1956年3月11日  | 8      |
| 第4回選挙 | 1958年3月16日  | 9      |
| 第5回選挙 | 1960年11月13日 | 5      |
| 第6回選挙 | 1962年11月11日 | 7      |
| 第7回選挙 | 1965年11月14日 | 7      |
| 第8回選挙 | 1968年11月10日 | 8      |

参考文献：石川真澄（一部山口二郎による加筆）『戦後政治史』2004年8月、岩波書店・岩波新書、ISBN 4-00-430904-2）。沖縄タイムス編『沖縄年鑑（1969年）』（復刻版）沖縄タイムス。立法院第1回選挙については沖縄人民党史編集刊行委員会編集／発効『沖縄人民党の歴史』、107頁。
- 当選者に追加公認は含まず。追加公認は会派に加わった無所属を含む。
- 『戦後政治史』にない追加公認は 2 国会議員会派別議員数の推移（召集日ベース）（衆議院、1990年～1999年）・国会議員会派別議員数の推移（召集日ベース）（衆議院、1993年～2000年）・2 国会議員会派別議員数の推移（召集日ベース）（衆議院、2000年～2006年）、(2) 参議院（1990年～1999年）(2) 参議院（1994年～2004年）・(2) 参議院（2000年～2006年）にある、選挙直後の国会召集日の会派所属者数から判断した。ただし、第20回通常選挙直後の召集はない。

### 所属議員
2025年7月29日時点。

### 沖縄県内の党勢
| 議会       | 議席数 | 定数 | 議員                                                                                                 | 前回選挙      | 備考                 |
| ---------- | ------ | ---- | --- | ------------- | -------------------- |
| 沖縄県議会 | 3      | 48   | - 平良識子（那覇市・南部離島区選挙区） - 当山勝利（浦添市選挙区） - 瑞慶覧長風（島尻・南城市選挙区） | 2024年6月16日 |                      |
| 西原町議会 | 1      | 19   | - 喜納昌盛                                                                                           | 2022年9月11日 | 選挙時は無所属で当選 |

## その他

### 支持・協力関係にある組織
沖縄平和運動センターを中心としたオール沖縄に参加する団体と協力関係を結ぶ。

### 災害支援
3月11日に発生した東日本大震災の被災者支援のため、3月14日に那覇市内で党員及び有志のメンバーで街頭募金をおこなった。集まった募金は琉球新報を通じて沖縄赤十字会に渡した。4月9日にも那覇市内で募金活動を行った。集まった義捐金は4月12日に被災地を訪問した糸数慶子委員長が、被災地で活動する宮城全労協に直接手渡した。